# Ripcord
Ripcord var ett brittiskt kortlivat hardcorepunkband som bildades 1984 i Weston-super-Mare, England av Steve "Baz" Ballam och John Millier. Gruppen splittrades 1988 efter att ha givit ut två album och turnerat med bland andra Napalm Death, Heresy och BGK.

## Medlemmar
Senaste medlemmar
- Steve Ballam – gitarr
- John Millier – trummor
- Jim Whitley – basgitarr
- Steve Hazzard – sång

Tidigare medlemmar
- Jimmy Briffitt – sång
- Malcolm Phelps – gitarr
- Brian Brichell – sång

## Diskografi
Studioalbum
- Defiance of Power (1987) (Manic Ears)
- Poetic Justice (1988) (Raging Records)

Livealbum
- Your Choice Live Series (1988)
- Live At Jz, Aurich (Ger) 17.09.1988 + J.P.Session 27.07.1988 (1988)

EPs
- The Damage Is Done E.P. (Flexi 7", Raging Records, 1986)
- Harvest Hardcore (Raging Records, 1988)
- Your Choice Live (10", Your Choice 1988)
- In Search Of A Future (Short Fuse 2005)
- Live At Parkhof Alkmaar Holland - 18/09/1988 (Boss Tuneage 2006)
- 1988 In 2016 (Raging Records 2016)